# ケビン・ガロウェイ
ケビン・ガロウェイ（Kevin Galloway、1988年5月23日 - ）は、アメリカ合衆国出身のバスケットボール選手である。ポジションはポイントガード。大阪エヴェッサ所属。

## 来歴
NBADLでプレー後来日し、浜松・東三河フェニックスに入団。
その後、大阪エヴェッサに移籍。